# Обер-фельдарцт
Обер-фельдарцт (нем. Oberfeldarzt; сокращённо: OFArzt или OFA) — воинское звание в германоязычных вооружённых силах. Оно обозначает офицера медицинской службы, например хирурга или стоматолога и сопоставим по рангу с подполковником сухопутных войск или военно-морским коммандером.

## Вермахт
В Вермахте с 1933 года по 1945 год существовали звания, эквивалентные обер-фельдарцту: обер-фельдаптекарь (фармаколог) и обер-фельдветеринар (ветеринар), а стоматологи также носили звание обер-фельдарцта. Обер-фельдарцт соответствовал званию оберштурмбаннфюрера СС.
В военное время обер-фельдарцты регулярно назначались начальниками полевой, эвакуационной или военной больницы. Тем не менее, полевой госпиталь мог управляться также младшим по званию обер-штабсарцтем.

## Бундесвер
Код НАТО обер-фельдарцта — OF4. В Объединённой медицинской службе немецкого Бундесвера, обер-фельдарцт, оберс-фельдаптекарь и обер-фельдветеринар сопоставимы в НАТО со званием оберст-лейтенанта OF4; флоттилленарцт и филоттиллен-аптекарь эквивалентны рангу фрегаттен-капитан, OF4. Обер-фельдарцт — звание сухопутных войск (Heer) и военно-воздушных сил (Luftwaffe), а в военно-морских силах используется аналогичное звание флоттилленарцт.
Знаки отличия медицинской службы в Бундесвере:
| - Обер-фельдарцт генерального штаба - Обер-фельдарцт (?) - Обер-фельдарцт (?) - Обер-фельдаптекарь - Обер-фельдветеринар | - Обер-фельдарцт (?) - Обер-фельдарцт (?) - Обер-фельдаптекарь |